# حسين ولي أوغلي
حسين ولي أوغلي (1 يناير 1952 - 17 يناير 2000) كان زعيم حزب الله الكردي، وهي منظمة متطرفة مسلحة ظهرت في أوائل تسعينيات القرن العشرين. قُتل في عملية بيكوز.

## حياته
ولد ولي أوغلي في قرية خرو، ناحية كرجوس، مقاطعة بطمان، في 1 يناير 1952، لعائلة كردية تتحدث الكرمانجية، من عشيرة الحابزبني. ولد لعثمان وفاطمة درماز وهو الأصغر بين خمسة أطفال. لم ينظر إلى درماز على أنه لقبه الشرعي، ولكن كبصمة للتتريك خلال قانون اللقب التركي، وفي عام 1978 غير لقبه قانونيا إلى ولي أوغلي (بمعنى "ابن ولي"). كانت عائلته معروفة بين الأكراد باسم "مالا ولي" ("بيت ولي"). كان ولي اسم جده لأبيه.
أصبح أكثر قومية وبدأ في دراسة التاريخ الكردي قدر استطاعته. اكتسب الكثير من المعرفة، خاصة في الجغرافيا، ووصف بأنه يعرف كل "جبل ونهر وغابة وطريق وقرية ومكان تاريخي" في كردستان وكذلك القبائل الكردية والمكان الذي يعيشون فيه. حتى أنه درس اللغويات الكردية، وكان يعرف الكثير عن اللهجات الكردية المختلفة، حيث يتم التحدث بها، وتاريخها.
كان ولي أوغلي وعبد الله أوجلان زميلين في كلية العلوم السياسية بجامعة أنقرة. في عام 1978، بينما كان لا يزال طالبا جامعيا، تزوج، وكان لديه 7 أبناء و4 بنات. بينما كان ولي أوغلي في الجامعة، انضم إلى الاتحاد الوطني التركي للطلاب (MTTB) في عام 1978، وتركه في عام 1980. كانت MTTB منظمة قومية تركية منذ تأسيسها عام 1946 حتى عام 1960، وقومية إسلامية تركية خلال الستينيات، وإسلامية بالكامل من عام 1970 حتى إغلاقها بعد انقلاب عام 1980.
وادعى ولي أوغلي أن الانفصالية الكردية حق كامل، وليست حركة قومية ظالمة وغير مبررة مثل القومية التركية أو العربية. وبينما كان يدعم الحركات الانفصالية الكردية في البلدان الأربعة، ركز بشكل أساسي على تركيا. وادعى أن الأكراد بحاجة إلى أن يكونوا قوميين وأن يعطوا الأولوية للانفصالية، لأن أعداء الأكراد لن يتخلوا أبدًا عن قوميتهم، وسيستمرون في ظلم الأكراد. ودعا ولي أوغلي الأكراد إلى عدم الخضوع للأتراك، وعدم التحدث باللغة التركية، وعدم الولاء لتركيا، وعدم تصديق أي شيء يقوله الأتراك. كما زعم أن كون أعداء الأكراد مسلمين أيضًا لم يكن سببًا لاستسلام الأكراد وقبول وضعهم. كما دعا كردستان المستقلة إلى إقامة علاقات جيدة مع الدول الإسلامية أولا، ومن ثم التركيز على الدول غير الإسلامية.
خلال قيادته لحزب الله الكردي، حاول مرات مختلفة تشكيل جبهة موحدة مع حزب العمال الكردستاني ضد تركيا، على الرغم من فشله، ويرجع ذلك في الغالب إلى إحجام حزب العمال الكردستاني. على الرغم من رفضه محاربة حزب العمال الكردستاني، بعد هجمات حزب العمال الكردستاني المتكررة ضد حزب الله، بدأ الصراع. لقد كره العداء بين حزب العمال الكردستاني وحزب الله، وبذل العديد من الجهود لإنهاء الصراع، مثل قيادة حزب الله لمحاربة حزب العمال الكردستاني فقط دفاعا عن النفس، وعدم السعي إلى الانتقام بعد هجمات حزب العمال الكردستاني. ادعى أن الصراع لم يفيد سوى تركيا وأنه كان ينبغي تجنبه. وفقا لعميل متقاعد من JITEM، عرضت تركيا مساعدة حزب الله ضد حزب العمال الكردستاني، على الرغم من أن ولي أوغلي رفضه، مكررا كراهيته لتركيا وتفاؤله بالسلام بين حزب الله وحزب العمال الكردستاني. انتهت الاشتباكات بين حزب الله وحزب العمال الكردستاني في عام 1995، على الرغم من عدم وجود وقف رسمي لإطلاق النار حتى عام 1998.
كان ولي أوغلي أكثر رجل مطلوب في تركيا بعد اعتقال عبد الله أوجلان. كان ولي أوغلي قومياً إثنياً كردياً وسعى إلى إنشاء دولة كردية مستقلة، في حين عارض أوجلان القومية وفضل الكونفدرالية الديمقراطية والتعددية الثقافية والأممية، وأراد الحكم الذاتي داخل تركيا. كان السبب الرئيسي للنزاع بين ولي أوغلي وأوجلان هو الخلاف حول من كان زعيم الحركة الكردية في تركيا. بدأ ولي أوغلي وأوجلان في التصالح في نهاية التسعينيات، وأنهى كلاهما حياتهما المهنية على علاقة جيدة مع بعضهما البعض.
أسس ولي أوغلي حزب الله الكردي في عام 1987، والمضي قدما بهدف تشكيل كردستان كدولة مستقلة. أكد ولي أوغلي على أهمية التحدث باللغة الكردية لأتباعه، وكذلك الإشارة إلى منطقتهم باسم "شمال كردستان" بدلا من "جنوب شرق الأناضول". تحدث ولي أوغلي الكردية الكورمانجية في حياته اليومية، وكان يرد حتى باللغة الكردية عندما تحدث رفاقه باللغة التركية إليه. كان ولي أوغلي متطرفا جدا في تحقيق أهدافه، وحتى منع النساء من التحدث باللغة التركية كوسيلة لتربية جيل يتحدث الكردية بالكامل.
كان ولي أوغلي معروفًا بذكائه الشديد. وعلى الرغم من كونه أكثر المطلوبين في تركيا، فقد نجح في التهرب من السلطات، ولم يتم القبض عليه مطلقًا عندما سافر إلى بلدان أخرى.
سافر ولي أوغلي أيضا في كثير من الأحيان إلى إيران. قطع ولي أوغلي وإيران العلاقات في عام 1996، عندما دخل في نقاش مع علي خامنئي حول الدين. ادعى ولي أوغلي أن خامنئي كان مصرا جدا على محاولة تشييعه، وهو ما رفضه ولي أوغلي وكرر أنه كان شافعيا. تجنب ولي أوغلي الطائفية بين أهل السنة والشيعة، وذكر "نحن نعترف بالشيعة كمسلمين وإخوة".
في عام 1998، سافر ولي أوغلي إلى كردستان العراق وتلقى تدريبا عسكريا وسياسيا من عثمان عبد العزيز، زعيم الحركة الإسلامية الكردستانية. سافر ولي أوغلي أيضا إلى مدينة سوران مع 300 من مقاتلي حزب الله الكردي لتلقي التدريب من أدهم بارزاني.
في 17 يناير 2000، استيقظ ولي أوغلي حوالي الساعة 1:30 صباحًا للصلاة، وظل مستيقظًا. وكان هناك أعضاء آخرون رفيعو المستوى في حزب الله في المنزل. وبعد وقت قصير من صلاة العصر، سمعوا الشرطة التركية تدق على الباب. طلب ولي أوغلي من أصدقائه الاستيلاء على بنادق الكلاشينكوف، واصطفوا عند الباب في انتظار إطلاق النار على الشرطة. كان ولي أوغلي في المقدمة. وعندما كسرت الشرطة الباب، قوبلت بالرصاص، واستمر تبادل إطلاق النار حتى توفي ولي أوغلي وأحد أصدقائه. وبعد رؤية مقتل ولي أوغلي، غادرت الشرطة قبل أن تعود بسرعة وتعتقل العضوين المتبقيين من حزب الله. ادعى إديب غوموش، وهو صديق مقرب من ولي أوغلي، أن ولي أوغلي، قبل وفاته، غالبا ما يقول "إن شاء الله، لن أنجو من يد العدو". ورفض متعهدو دفن الموتى الأتراك تجهيز جثته، وتركوه مهجورا في المشرحة، حتى دفن بعد 20 يوما، حيث اندلعت اشتباكات بين أنصاره والشرطة التركية أثناء دفنه. دفن ولي أوغلي في بطمان، وغالبا ما يزور مؤيدوه قبره، حيث يتذكرونه ويهتفون باللغة الكردية. أشار إليه مؤيدو ولي أوغلي باسم "شهيد رهبر" (الكردية لـ"الزعيم الشهيد").
في عام 2016، يزعم أن جوبلي أحمد أهان حسين ولي أوغلي وأغضب مؤيدي حزب الله الكردي.